# Willy Serrato Puse
Willy Serrato Puse (Olmos; Lambayeque, 12 de septiembre de 1963) es un abogado, empresario y político peruano. Se desempeñó como alcalde del distrito de Olmos en tres periodos no consecutivos y fue vacado del cargo en el año 2019 tras ser condenado a prisión por actos de corrupción, siendo también sindicado como líder de una organización criminal. Fue también congresista de la república por la región Lambayeque en el breve periodo 2000-2001, por las filas del fujimorismo, y miembro del Congreso Constituyente Democrático de 1992, formando parte de la oposición.

## Biografía
Nació en el distrito de Olmos, ubicado en la provincia y departamento de Lambayeque, el 12 de septiembre de 1963. Es hijo de Dario Serrato Mío y de Paula Puse Rivas.
Realizó sus estudios primarios en el I.E. Querpon y los secundarios en el Instituto Julio Ponce Antunez de Mayolo de su tierra natal. Estudió la carrera de Derecho en la Universidad Nacional Pedro Ruiz Gallo de Lambayeque en 1981 donde logró graduarse como Abogado.
Laboró como presidente del Consejo Regional del Deporte en el Instituto Peruano de Deporte en el distrito de Chiclayo, como asesor de imagen en la Universidad Señor de Sipán y como gerente de la Emisora de Radio Difusión desde 2001.

## Carrera política

### Congresista Constituyente
Se inició en la política como candidato al Congreso Constituyente Democrático por el Frente Independiente Moralizador de Fernando Olivera en 1992 y logró ser elegido para el periodo 1992-1995.
Aquí participó junto a otros parlamentarios de la creación de la actual Constitución Política de 1993.
Intentó ser elegido como congresista de la República en las elecciones generales de 1995, sin embargo, no resultó elegido.

### Congresista de la República
En las elecciones parlamentarias del año 2000, se pasó a la alianza fujimorista Perú 2000 y postuló al Congreso de la República donde logró tener éxito con 21,753 votos para el periodo parlamentario 2000-2005.
Aquí ejerció como presidente de la Comisión Revisora de la Cuenta General de la República y como secretario de la Comisión de Fiscalización. Renunció a Perú 2000 debido a la difusión de los Vladivideos y decidió formar junto a otros congresistas fujimoristas la bancada de Vamos Vecino donde ejerció como vocero oficial.
Su mandato se vio obligado a recortarse hasta julio del 2001 debido a la convocatoria de Alberto Fujimori de nuevas elecciones generales para el año 2001 tras renunciar desde Japón mediante un fax. Para dichas elecciones, Serrato decidió postular a la reelección por la alianza Solución Popular de Carlos Boloña, sin embargo, no tuvo éxito y de la misma manera en las elecciones del 2006 por Alianza por el Futuro. Posteriormente, se afilió al partido Alianza para el Progreso y participó nuevamente en las elecciones del 2016 sin lograr ser elegido.

### Alcalde de Olmos
Willy Serrato es más reconocido por ejercer como alcalde del distrito de Olmos en distintos periodos.
Su primera elección fue en 1995 por la lista Olmos al 2000 para el periodo 1996-1998. Intentó ser reelegido en las elecciones de 1998 por el movimiento fujimorista Vamos Vecino sin lograr tener éxito debido al triunfo de Hugo Maza Monja de Acción Popular.
Después de 2 candidaturas sin triunfo, logró obtenerlo en las elecciones municipales del 2010 por Alianza para el Progreso para el periodo municipal 2010-2014. Nuevamente intentó otra reelección en 2014 sin llegar a ser reelegido.
En las elecciones municipales del 2018, volvió como candidato a la alcaldía de Olmos por el partido Podemos Perú y tuvo éxito para otro periodo municipal. Estuvo ejerciendo su labor como burgomaestre hasta que fue detenido por la policía junto a Antonio Becerril y su hermano Wilfredo Becerril por delitos de corrupción de funcionarios y por presuntos vínculos con la red criminal "Los Temerarios del Crimen".
En 2019, fue condenado a 4 años de pena privativa de la libertad suspendida e inhabilitado del cargo por malversación de fondos. Sin embargo, fue liberado con mandato de comparecencia con restricciones.
En la alcaldía de Olmos lo reemplazó Adrián Arroyo Soplopuco quien también está involucrado en actos de corrupción.
Asimismo, en diciembre del 2022, junto con David Cornejo Chinguel, fueron condenados por la Sala Penal Especial de la Corte Suprema de Justicia a 3 años y 17 días de pena privativa de libertad suspendida luego de que ambas reconocieran haber sobornado al fiscal Abel Concha